# آناستازیا گریگوریوا
آناستازیا گریگوریوا (به روسی: Анастасия Григорьева؛ زادهٔ ۱۲ مهٔ ۱۹۹۰) یک کشتی‌گیر آزادکار اهل لتونی است.
از افتخارات وی می‌توان به کسب دو مدال برنز در مسابقات قهرمانی کشتی جهان ۲۰۱۴ و مسابقات قهرمانی کشتی جهان ۲۰۱۷ اشاره کرد. وی سابقه حضور در المپیک ۲۰۲۰ توکیو را دارد.